# Ертугрул Кюркчю
Ертугрул Кюркчю (на турски: Ertuğrul Kürkçü) е турски политик, писател и журналист. В периода от 27 октомври 2013 до 22 юни 2014 г. е председател на Демократичната партия на народите.

## Биография
Ертугрул Кюркчю е роден на 5 май 1948 г. в град Бурса, Турция.